# Лук'янівське військове кладовище

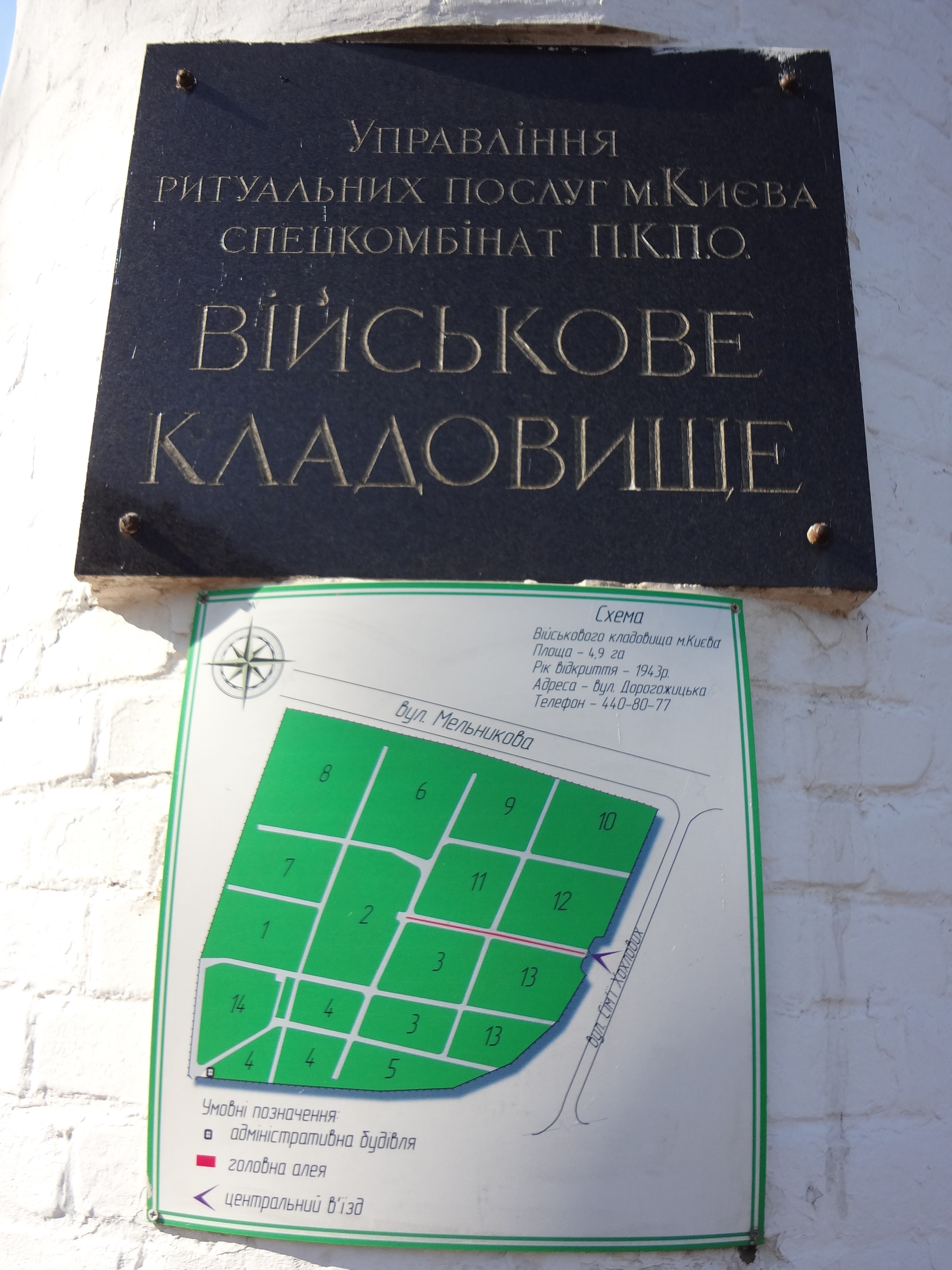

Лук'янівське військове кладовище — некрополь військовослужбовців у Києві, на Лук'янівці, розташований між сучасними вулицями Юрія Іллєнка та Дорогожицькою.

## Історія
Кладовище виникло приблизно на місці поховань нижніх чинів доби Першої світової війни на філії Лук'янівського кладовища. Нинішній некрополь заснований у 1943 році, спершу для упорядкування поховань з військових шпиталів, облік поховань ведеться з 1944 року. Сюди також було перенесено прах учасників оборони та здобуття Києва, похованих на різних місцях.
У 1950-х роках кладовище обнесено капітальною огорожею, а з боку провулку між вулицею Дорогожицькою та Ілльєнка споруджено парадний вхід з урочистою архітектурно обробленою аркою. Закрите для масових поховань з 1 квітня 1988 року, дозволено підпоховання у родинну могилу.

## Поховання
Тут існують численні братські могили (серед них — могила воїнів 1-ї Чехословацької окремої бригади, які загинули при відвоюванні Києва), поховання генералів і офіцерів Радянської армії, близько ста Героїв Радянського союзу. Над багатьма могилами встановлені скульптурні надгробки.
До 2006 року знаходилася могила Героя Радянського Союзу Василя Зайцева (нині кенотаф) — снайпера часів німецько-радянської війни. Перезахоронений за заповітом на Мамаєвому кургані в Волгограді.
Тут також похований письменник Віктор Домонтович (Петров).

### Герої Радянського Союзу
- Абрамчук Микола Іванович
- Андрусенко Корній Михайлович
- Баленко Олександр Олексійович
- Баталов Григорій Михайлович
- Берзін Ян Андрійович
- Біганенко Ничипір Ілліч
- Білаонов Павло Семенович
- Бойко Іван Никифорович[3]
- Бочаров Микола Павлович
- Буторін Віктор Васильович
- Вахолков Генадій Іванович
- Веселов Олександр Михайлович
- Власенко Ілля Архипович
- Власенко Петро Андрійович
- Говорухін Лев Олексійович
- Голиков Григорій Іванович
- Горбачов Веніамін Якович
- Горобець Тарас Павлович
- Давидов Іван Єгорович
- Демидов Володимир Олексійович
- Дмитрієв Максим Васильович
- Днєпров Петро Олексійович
- Древаль Василь Тимофійович
- Дудка Микола Миколайович
- Дьячков Олексій Федорович
- Дядіцин Данило Степанович
- Єпімахов Микола Михайлович
- Єфимов Андрій Іларіонович
- Жученко Павло Данилович
- Заклепа Кирило Петрович
- Засєдатєлєв В'ячеслав Васильович
- Звєрев Георгій Юхимович
- Зеленцов Валентин Михайлович
- Іванов Василь Митрофанович
- Калішин Василь Федорович
- Канаєв Олексій Федорович
- Кіценко Іван Іванович
- Кліщ Іван Никифорович
- Кобилецький Іван Іванович
- Козяренко Іван Васильович
- Колесник Василь Артемович
- Кондира Павло Андрійович
- Кошман Кирило Якимович
- Кошмяк Георгій Данилович
- Краснокутський Хаїм Меєрович
- Краснолуцький Митрофан Петрович
- Кротт В'ячеслав Миколайович
- Кротюк Василь Купріянович
- Кудін Іван Назарович
- Кулєшов Володимир Іванович
- Лисунов Микола Іванович
- Литвин Іван Тимофійович
- Логвиненко Микола Павлович
- Ломовцев Дмитро Леонтійович
- Матіков Олександр Пантелійович
- Мнишенко Михайло Якович
- Москальчук Микита Андрійович
- Нехаєнко Степан Якович
- Ніковський Микола Тарасович
- Обіух Іван Данилович
- Озеров Іван Микитович
- Осадчий Олександр Петрович
- Павлов Григорій Родіонович
- Павлоцький Михайло Аркадійович
- Петренко Геннадій Никифорович
- Петушков Адам Захарович
- Пироженко Степан Матвійович
- Попков Борис Захарович
- Радайкін Іван Йосипович
- Рафтопулло Анатолій Анатолійович
- Родіонов Василь Іванович
- Родіонов Михайло Йосипович
- Русов Веніамін Олексійович
- Рязанов Василь Георгійович
- Свірьопкін Павло Михайлович
- Семак Павло Іванович
- Сенченко Володимир Петрович
- Сиволапенко Павло Федорович
- Соколов Африкан Федорович
- Соколов Микола Васильович
- Стахорський Олексій Петрович
- Тананаєв Петро Миколайович
- Ткаченко Володимир Матвійович
- Ткаченко Олександр Прохорович
- Уржунцев Костянтин Ісакович
- Федоров Іван Григорович
- Філіппов Григорій Федорович
- Фроленков Андрій Григорович
- Хоменко Сергій Дмитрович
- Чайка Олексій Омелянович
- Чечетко Микола Карпович
- Шаповалов Євген Петрович
- Шатаєв Микола Іванович
- Ширіков Михайло Сергійович
- Шулаєв Костянтин Дмитрович
- Шумейко Григорій Григорович
- Юнкеров Микола Іванович
- Юрченко Єгор Артемович
- Юшин Сергій Васильович

### Генерали
- Абрамов Микола Васильович
- Акопян Гевонд Авакович
- Акуленко Прокопій Семенович
- Алексєєв Никифор Єфремович
- Алексеєнко Михайло Іванович
- Андреєв Олександр Петрович
- Балюк Марко Миколайович
- Безнощенко Михайло Захарович
- Беляков Михайло Васильович
- Болдуєв Хома Лук'янович
- Бондаренко Іван Іванович
- Боровський Георгій Степанович
- Бударгін Іван Іванович
- Бурдо Семен Денисович
- Бурляй Микола Назарович
- Бурмак Петро Васильович
- Василевський Давид Веніамінович
- Васильєв Микола Михайлович
- Вахрамеєв Іван Михайлович
- Верещагін Іван Васильович
- Виноградов Олексій Сергійович
- Висоцький Борис Арсенійович
- Галицький Станіслав Степанович
- Гацько Улян Олександрович
- Герасименко Василь Пилипович
- Георгієв Іван Васильович
- Горячев Олександр Йосипович
- Глєбов Дмитро Євгенович
- Гогунов Іван Семенович
- Горячов Сергій Георгійович
- Гребенюк Іван Васильович
- Гутняк Яків Анисимович
- Данілін Віктор Дмитрович
- Данін Георгій Прокопович
- Дорошенко Микола Миколайович
- Дричкін Дмитро Аристархович
- Дубов Всеволод Борисович
- Дунаєв Олександр Іванович
- Дунець Василь Васильович
- Єрмачек Матвій Лук'янович
- Жданов Василь Миколайович
- Зайцев Степан Іванович
- Іовлєв Сергій Іванович
- Кеда Йосип Михайлович
- Кириченко Василь Дмитрович
- Кісліцин Дмитро Іванович
- Ковальов Олександр Іванович
- Козицький Іван Марцелійович
- Колбасюк Іван Петрович
- Колесников Микола Федосійович
- Колодін Іван Якович
- Комаров Володимир Федорович
- Корнієнко Анатолій Павлович
- Короленко Йосип Феодосійович
- Король Степан Георгійович
- Косенко Олександр Порфирович
- Костенко Петро Григорович
- Кощєєв Євстафій Овсійович
- Кронік Олександр Львович
- Кротов Михайло Федорович
- Курочкін Олександр Пилипович
- Куценко Олександр Андрійович
- Кучеров Яків Олександрович
- Лавренов Яків Михайлович
- Лазько Григорій Семенович
- Любанський Бронислав Йосипович
- Ляшко Веніамін Іванович
- Масловський Михайло Спиридонович
- Машкей Анатолій Данилович
- Мікушев Георгій Миколайович
- Мельник Василь Олександрович
- Можаров Василь Олексійович
- Морозов Іван Федорович
- Муха Степан Несторович
- Мухачов Яків Іванович
- Мякушко Володимир Якович
- Насонов Михайло Олександрович
- Настобурко Олександр Федорович
- Небогатов Володимир Никифорович
- Носков Василь Іванович
- Павєлкін Михайло Іванович
- Павлов Георгій Васильович
- Парицький Іван Васильвич
- Пилипенко Павло Ананійович
- Погодін Микола Іванович
- Подойніцин Григорій Якимович
- Полосухін Леонід Миколайович
- Попов Олександр Іполитович
- Поярков Олексій Дмитрович
- Прибойченко Григорій Ничипорович
- Пузіков Іван Михайлович
- Рабинович Леонід Юделевич
- Ратушний Микола Тимофійович
- Ростунов Тимофій Іванович
- Сазонов Альберт Олександрович
- Сєдих Тихон Павлович
- Скирда Михайло Михайлович
- Скляров Олексій Васильович
- Соломко Петро Михайлович
- Сорокін Олександр Павлович
- Стогній Георгій Юхимович
- Стрижевський Володимир В'ячеславович
- Терпиловський Борис Робертович
- Ткаченко Володимир Олександрович
- Тонконогов Яків Іванович
- Трофимчук Михайло Гнатович
- Троян Іван Семенович
- Тюльга Іван Миколайович
- Уманець Олексій Михайлович
- Філіппов Леонід Олександрович
- Харченко Вілен Олександрович
- Хатмінський Федір Семенович
- Хрустальов Петро Олексійович
- Царенко Йосип Леонтійович
- Цибуленко Микола Васильович
- Черпак Микола Петрович
- Чиж Володимир Пилипович
- Шевченко Іван Петрович
- Шелухін Петро Семенович
- Шилов Афанасій Митрофанович
- Широкий Феофан Сергійович
- Широков Всеволод Павлович
- Шірягін Сергій Іванович
- Шматко Іван Спиридонович
- Шликов Олексій Олексійович
- Яковлєв Олександр Адріанович

### Інші
- Берестецький Володимир Григорович — капітан 1-го рангу, в кінці німецько-радянської війни командир навчального загону підводного плавання Тихоокеанського флоту СРСР.
- Бубук Іван Микитович — Національний герой Кореї.
- Добржинський Всеволод Миколайович — майор, командир флотського напівекіпажу Дніпровського загону Пінської флотилії, чоловік народної артистки УРСР Віри Новинської.
- Добрянський Леонід Цезарович (1974—2020) — прапорщик Збройних сил України, учасник російсько-української війни.
- Гребенюк Іван Федорович — український радянський письменник, поет, підполковник.
- Грищенко Тимофій Іванович — радянський офіцер, повний кавалер ордена Слави, гвардії старшина.
- Гуменюк Олександр Леонідович — український військовик, полковник, засновник та командир 11-го батальйону територіальної оборони «Київська Русь».
- Закалюк Анатолій Петрович — український правознавець, доктор юридичних наук, професор.
- Кузнецов Гліб Олександрович — підполковник Радянської Армії, військовий диригент, заслужений діяч мистецтв Української РСР.
- Левицький В'ячеслав Миколайович — солдат Збройних сил України.
- Лещенко Олексій Якович — командир 35-ї берегової бронебаштової батареї Севастопольського оборонного району, старший лейтенант.
- Луцкевич Юрій Павлович — український художник, живописець, аквареліст.
- Мельничук Василь Олексійович — генеральний директор Укрзалізниці.
- Охріменко Василь Іванович — військовий диригент, народний артист УРСР.
- Петров Віктор Платонович — український письменник, філософ, соціальний антрополог, літературний критик, археолог, історик і культуролог.
- Потикевич Іван Васильович — професор, доктор фізико-математичних наук, заслужений діяч науки УРСР.
- Смирнов Володимир Вікторович — радянський рапірист, чемпіон і призер Олімпійських ігор і чемпіонатів, заслужений майстер спорту СРСР.
- Сперанський Веніамін Миколайович — полковник Радянської армії, радянський партизан.
- Уліско Василь Андрійович — радянський військовий льотчик, гвардії підполковник, Народний герой Югославії.
- Чижиков Олексій Іванович — радянський військовий лікар, полковник медичної служби, заслужений лікар УРСР, начальник 408-го Окружного військового госпіталю Київського військового округу.
- Юлдашев Тємур Дамірович —український військовик, громадський діяч, спортсмен, майстер спорту міжнародного класу з паверліфтингу.